# ジョビィキッズ
ジョビィキッズは、主に子役の所属する芸能事務所。

## 概要
1999年12月20日に有限会社ジョビィ・キッズとして起業。2011年頃に株式会社に改組された。
代表取締役は尾津喜美。本社は、東京都渋谷区に所在し、養成所として東京校、横浜校、大宮校、本八幡校、福島校、大阪校、名古屋校、宇都宮校、富山校がある。かつては市川校、仙台校も存在した。
2015年（平成27年）6月現在のタレント在籍数は約1000名にのぼる。
代表取締役の尾津喜美と専務取締役の尾津喜世は双子姉妹で、かつてはアイドルデュオ「TWINKY」（ツインキー。当時は大竹姓）として活動し、1985年から1987年にかけてシングルを5枚リリースしていた。

## 主な所属タレント

### 女性
- 芦田愛菜
- 青木美佑
- 阿部久令亜
- 粟野咲莉
- 小畑乃々
- 柿原りんか
- 川本青空
- 神田愛莉
- 倉石あや
- 佐伯眞奈
- 鈴木梨央
- 住田萌乃
- 田代恵莉
- 田中マナ
- 田村海優
- 西尾心花
- 平沢りず

### 男性
- 大塲駿平
- 小川拓哉
- 金井史更（J4所属）
- 菊地時音
- 久保海晴
- 阪本颯希
- 阪本光希
- 清水優哉
- 鈴木宗太郎
- 高木星来
- 高橋伯明
- 高村竜馬
- 田中レイ
- 寺田心
- 登野城佑真
- 畠山紫音
- 兵頭拓海
- 藤本哉汰

## 過去の所属タレント
- 秋元晏斗玲
- 麻生海太
- 阿部圭吾
- 綾部守人
- 有賀小陽
- 池田沙弥花
- 伊東蒼
- 井上藍香
- 井上華月
- 井上琳水
- 岩沼佑亮
- 岩本ひかる → 岩本照
- 植田紗々
- 上野容
- 上原陸
- 上村迪助
- 内田偉月
- 大崎望絵
- 大野真緒
- 大和田凱斗
- 大和田唯斗
- 岡部怜南
- 柏木佑介
- 嘉数一星
- 兼崎杏優 → くしなあゆ
- 茅建厚
- 菅野隼人
- 北山伊万里
- 北山向日葵
- 鬼頭歌乃
- 君野夢真
- 小林空斗
- 小林美月
- 日下玉巳
- 日下広子
- 久保尚暉
- 近藤エマ → 瑛茉ジャスミン
- 桜井ひかり
- 笹岡ひなり
- 澤田萌音
- 重本愛瑠
- 嶋田龍
- 瀧澤翼
- 中村文哉
- 長尾謙杜
- 根木翼
- 羽鳥世那
- 原田賢人
- 平野心暖
- 堀田実那
- 本田海青
- 三浦采夏
- 水嶋瑞希
- 箭内美羽
- 山田萌々香
- 優梨奈
- 渡邉甚平
- 渡辺悠